# Principio de autoridad (epistemología)
Principio de autoridad, en epistemología, es el procedimiento, expresado con la locución latina magister dixit, por el que una proposición científica se acepta por el solo hecho de estar afirmada en un texto considerado como cierto y no sujeto a debate científico. 
Esto ocurría con la escolástica medieval, que consideraba fuente de conocimiento de autoridad incuestionable no solo a las Sagradas Escrituras (cuya consideración de reveladas por Dios hacía inconcebible toda posible crítica), sino también a los textos supervivientes de la Antigüedad clásica (sobre todo Aristóteles, Claudio Ptolomeo, Hipócrates, Galeno, etc.) que habían adquirido tal prestigio que se consideraban fuera de toda posible crítica. La utilización de este tipo de argumentos entra en crisis con la revolución científica de los siglos XVI y XVII, entre la que se incluye el denominado debate de los antiguos y los modernos; aunque no fue hasta la Ilustración del siglo XVIII (el Sapere aude de Immanuel Kant) que el método científico moderno puede considerarse como de uso general. No obstante, la resistencia a cualquier nueva idea científica no desapareció, como probaron los debates en torno al darwinismo. Tal resistencia es objeto central de los estudios de Karl Popper y Thomas Kuhn (conceptos de revolución científica y cambio de paradigma).